# Bio find ich kuh-l

Bio find ich Kuh-l 2012

Bio find ich kuh-l war ein bundesweiter Schülerwettbewerb des Bundesministeriums für Ernährung, Landwirtschaft und Verbraucherschutz rund um die Ökologische Landwirtschaft und Bio-Produkte.
Der Wettbewerb war eine Maßnahme des Bundesprogramms Ökologischer Landbau und andere Formen nachhaltiger Landwirtschaft und wurde von 2003 bis 2012 jährlich durchgeführt. Insgesamt haben sich über 30.000 Schülerinnen und Schüler in kleinen Gruppen oder mit ihren Klassen beteiligt.
Teilnehmen konnten die Schüler der Klassen 3 bis 10 aller allgemeinbildenden Schulen in vier Altersgruppen, jeweils die Schulklassen 3–4, 5–6, 7–8 und Klassen 9–10. Als Preise wurden in jeder Altersgruppe die Trophäe „Kuh-le Kuh“ in Gold, Silber und Bronze vergeben, sowie für den Sieger jeweils zusätzlich eine dreitägige Reise nach Berlin. Für die weiteren Platzierungen gab es Überraschungskisten und für alle Teilnehmenden kleine „Dankeschön-Preise“.
Die Schüler waren aufgerufen, sich mit der ökologischen Landwirtschaft zu befassen, indem sie recherchierten, wo in ihrer Nähe Bio-Produkte hergestellt und verkauft werden und unter welchen Bedingungen dies geschieht. Es sollte damit sowohl eine positive Einstellung zu Bioprodukten als auch ein kritisches Hinterfragen der ökologischen wie der konventionellen Landwirtschaft erreicht werden. Die Beiträge konnten in Form von Aufsätzen, Hörspielen, Videobeiträgen oder in anderer kreativer Form eingereicht werden. Jedes Jahr gab es auch ein besonderes Schwerpunktthema.
Im Rahmen der Schule konnten solche Wettbewerbsbeiträge im Bereich Sozialkunde, Ernährungslehre oder Biologie motivierend eingesetzt werden. Bundesweit wurden darum alle allgemein bildenden Schulen durch Broschüren und Plakate auf diese Aktion aufmerksam gemacht.
Der bundesweite Wettbewerb „Bio find ich kuh-l“ ging im Jahr 2012 in die zehnte und letzte Runde unter der Schirmherrin Ruth Moschner. Ab Oktober 2012 knüpft der Wettbewerb Echt kuh-l! an Bio find ich kuh-l an.